# Década de 10 a.C.
Séculos: (Século II a.C. - Século I a.C. - Século I)
Décadas: 60 a.C. 50 a.C. 40 a.C. 30 a.C. 20 a.C. 10 a.C. 0 a.C. 0 10 20 30
Anos: 19 a.C. 18 a.C. 17 a.C. 16 a.C. 15 a.C. 14 a.C. 13 a.C. 12 a.C. 11 a.C. 10 a.C.